# 음력 11월 9일
음력 11월 9일은 음력 11월의 9번째 날이다.

## 문화
- 1973년 - 제1차 에너지 파동으로 대한민국 지상파 텔레비전 아침방송(KBS TV, TBC TV, MBC TV 등) 중단.
- 2012년 - 서울양양고속도로 양양 분기점 ~ 양양 나들목 구간 개통.

## 탄생
- 1969년 - 대한민국의 전 축구 선수, 현 축구 감독 서정원.
- 1978년 - 대한민국의 방송연예인 박경림.
- 1979년 - 
  - 대한민국의 농구인 김주성.
  - 대한민국의 가수, 뮤지컬 배우 이현.
- 1981년 - 대한민국의 헤어 디자이너 차홍.
- 1988년 -
  - 대한민국의 골프 선수 김하늘.
  - 대한민국의 쇼트트랙 선수 진선유.
  - 대한민국의 야구 선수 김민성 (넥센 히어로즈).
- 1995년 -
  - 대한민국의 가수 뷔 (방탄소년단).
  - 미국의 가수 조슈아 (세븐틴).

## 같이 보기
- 음력 360일: 1월 2월 3월 4월 5월 6월 7월 8월 9월 10월 11월 12월
- 전날: 11월 8일 다음날:11월 10일 - 전달:10월 9일 다음달:12월 9일
- 양력: 11월 9일
- 음력, 윤달